# Erwin Braun (Fußballspieler)
Erwin Braun (* 24. November 1949 in Duisburg) ist ein ehemaliger deutscher Fußballspieler.

## Werdegang
Der Abwehrspieler Erwin Braun begann seine Karriere bei Hamborn 07 aus Duisburg, wo er im Jahre 1967 in der ersten Mannschaft debütierte, die in der seinerzeit zweitklassigen Regionalliga West spielte. Nachdem er sich einen Stammplatz erkämpft hatte, wechselte Braun im Jahre 1970 zum VfL Osnabrück in die Regionalliga Nord. Mit den Osnabrückern wurde er ein Jahr später Meister, scheiterte aber in der Aufstiegsrunde zur Bundesliga am VfL Bochum. 1972 wechselte Erwin Braun zur DJK Gütersloh in die Regionalliga West, mit denen er sich zwei Jahre später für die neu geschaffene 2. Bundesliga qualifizierte. Da Braun nur sehr unregelmäßig zum Einsatz kam, verließ er Gütersloh 1974 mit unbekanntem Ziel.
Erwin Braun absolvierte insgesamt 78 Regionalligaspiele und erzielte dabei ein Tor. Davon entfallen 49 Spiele und das Tor auf Hamborn, 13 Spiele auf Osnabrück und 16 auf Gütersloh. Dazu kommt noch ein Aufstiegsrundenspiel für Osnabrück.